# Borís Paryguin
Borís Dmítrievich Paryguin (en ruso Бори́с Дми́триевич Пары́гин), 19 de junio de 1930 - 9 de abril de 2012) fue un filósofo y psicólogo ruso. El fundador de la corriente filósofo-sociológica en la psicología social. Cursó la carrera en la facultad filosófica de la Universidad Estatal de San Petersburgo (1953). Profesor catedrático, doctor de filosofía. La tesis de doctorado – “La psicología social como ciencia (cuestiones de historia, metodología y teoría)” (Universidad Estatal de San Petersburgo, 1967).

## Biografía
Daba clases en la facultad filosófica de la Universidad Estatal de San Petersburgo, en calidad del subdecano del trabajo científico (1953-1957) y Instituto Médico Pediátrico (1957-1962). Encabezaba la cátedra de filosofía en el Instituto Estatal Pedagógico de Leningrad A.I. Gertsen, donde creó el laboratorio de estudios socio-psicológicos y la primera en la URSS facultad de la psicología social (1968-1976). Dirigía el sector de problemas socio-psicológicos en el Instituto de Problemas Socio-Psicológicas de la Academia de Ciencias de Rusia (1976-1992). Fundó y administraba la cátedra de la psicología social en la Universidad Humanitaria de Sindicatos de San Petersburgo (1992-2012).
Entre los investigadores que lo influenciaron, Borís D. Paryguin mencionó a los siguientes: Gordon Allport, Gustave Le Bon, Karl Marx, Friedrich Engels, Erich Fromm, Gueorgui Plejánov, Jacob Levy Moreno, Arthur Schopenhauer, Sigmund Freud, Nicolai Hartmann, Georges Gurvitch, Talcott Parsons, Paul Baran.

## Contribución científica esencial

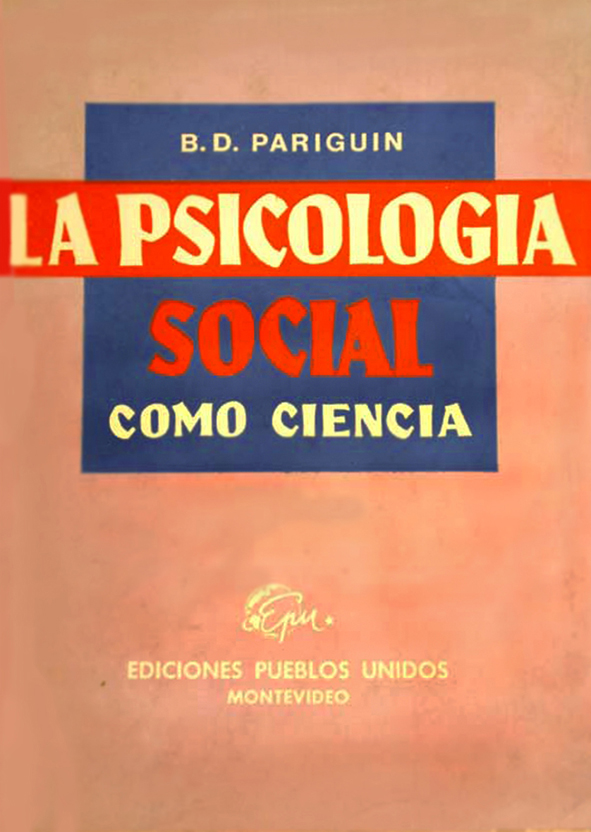
Pariguin, B.D. La psicología social como ciencia. 1967.

Ha elaborado el concepto de la psicología social científica y fundado la teoría socio-psicológica general; Fue el primero en la psicología quien elaboró la teoría del estado de ánimo público, su naturaleza y dinámica como indicador del estado de la sociedad. Parygin es autor de 15 monografías grandes y más de 450 artículos, una parte de los cuales fue traducida en otros idiomas (español, francés, alemán, japonés, inglés, chino, portugués, búlgaro, eslovaco, húngaro, lituano, checo, letón, etc.).

### Libros
- Psicología social. Fuentes y perspectivas. — San Petersburgo: Universidad Humanitaria de Sindicatos de San Petersburgo, 2010. — 533 p. (en ruso)
- Psicología social (material didáctido). — San Petersburgo: Universidad Humanitaria de Sindicatos de San Petersburgo, 2003. — 616 p. (en ruso)
- Anatomía de comunicación. — San Petersburgo: edición de Mikhaylov, 1999. — 301 p. (en ruso)
- Psicología social. Problemas de metodología, historia y teoría. — San Petersburgo: Universidad Humanitaria de Sindicatos de San Petersburgo, 1999. — 592 p. (en ruso)
- Psicología social de la autoadministración territorial. — San Petersburgo: Unigum, 1993. — 170 p. (en ruso)
- Revolución científico-técnica y personalidad. — Moscú: Politizdat, 1978. — 240 p. (en ruso)
- Revolución científico-técnica y psicología social. — Leningrado: La sociedad “Znanie”, la RSFSR, org. de Leningrad, 1976. – 39 p. (en ruso)
- Elementos de la teoría socio-psicológica. — Moscú: Mysl, 1971. — 352 p. (en ruso)
  - 1975. Grundlagen der sozialpsychologischen Theorie. — Köln: Pahl-Rugenstein Verlag., — 265 p., OBr. ISBN 3-7609-0186-7 (em alemão)
  - 1975. Grundlagen der sozialpsychologischen Theorie. — (1. Aufl.) Berlin: Deutscher Verlag der Wissenschaften, 264 p. (em alemão)
  - 1976. Grundlagen der sozialpsychologischen Theorie. — Berlin: VEB, — 266 p. (em alemão)
  - 1977. 社会心理学原論, 海外名著選〈76. — 明治図書出版. — Tokio, 281 p. (em japonês)
  - 1982. Grundlagen der sozialpsychologischen Theorie.— Köln: Pahl-Rugenstein Verlag.,— 264 p. ISBN 3-7609-0186-7 (em alemão)

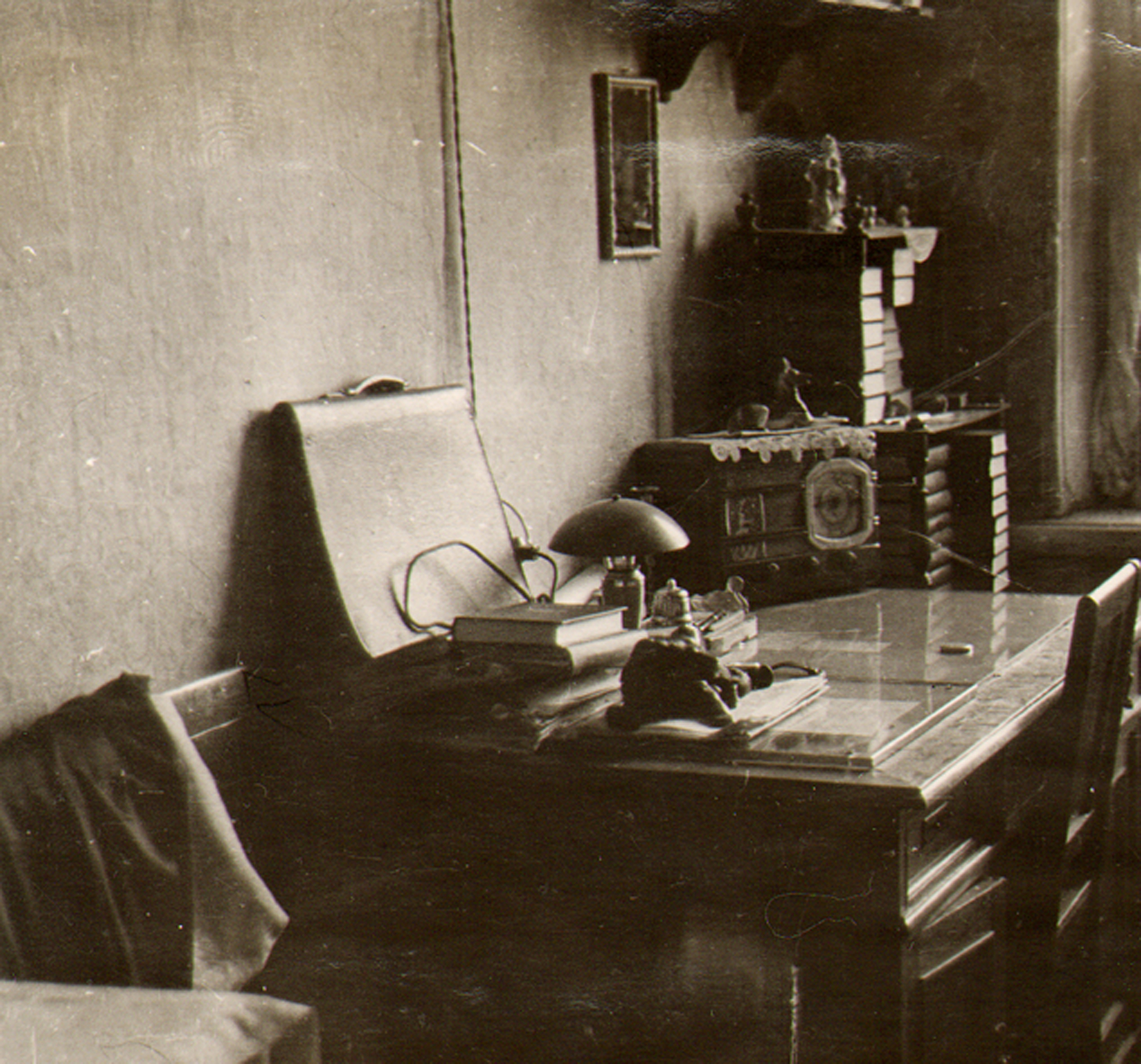
La oficina de Borís Paryguin. Leningrado. 1957.

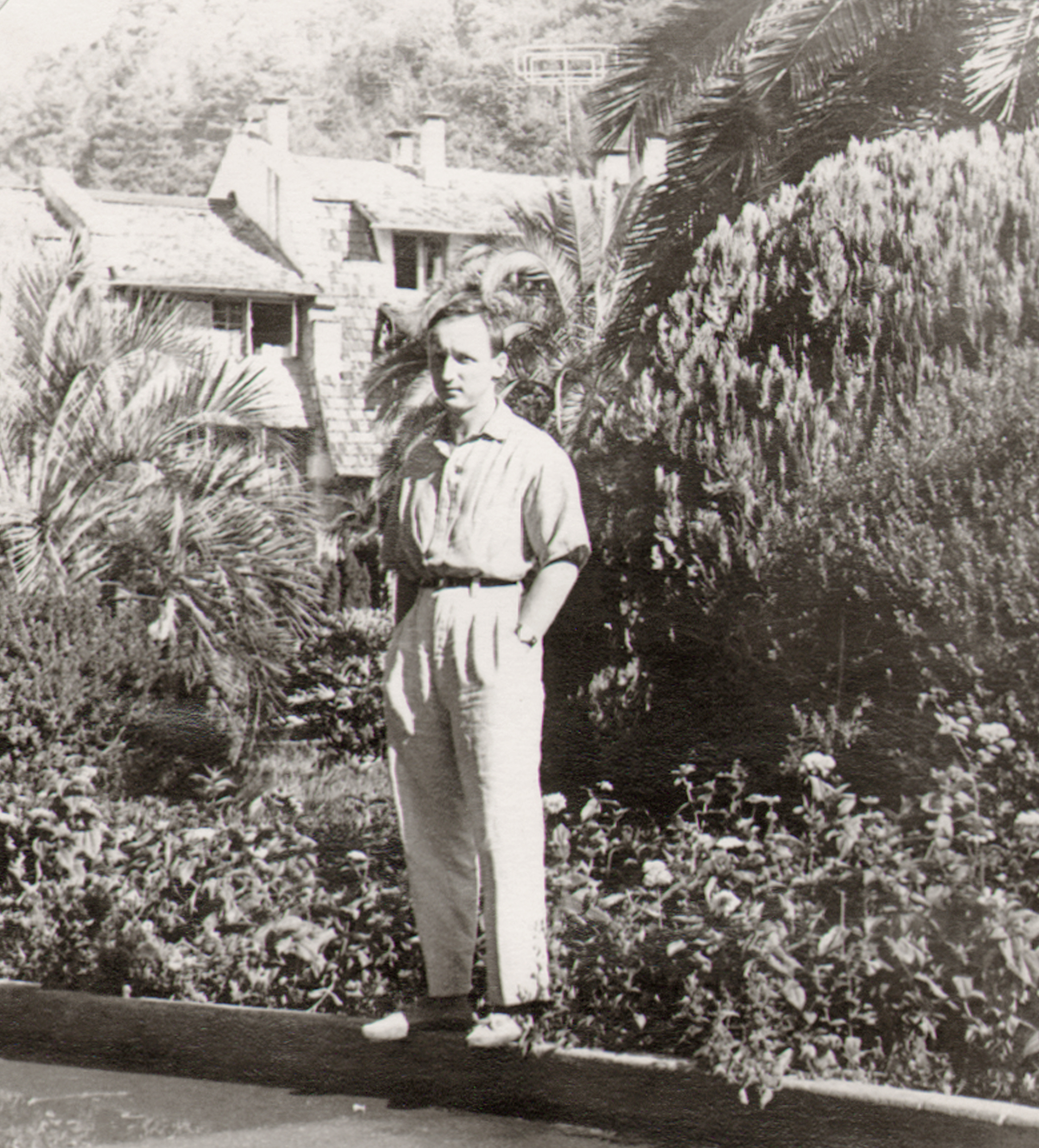
Joven Boris Parygin. Gagra. 1959.

- Problemas de Sociología y Filosofía / Editado por B. D. Paryguin. Bogotá: Ediciones Suramérica. LTDA. — 1970 — 277 p. (en español)
- Estado de ánimo público. — Moscú: Mysl, 1966. — 328 p. (en ruso)

- Psicología social como ciencia. — Leningrado: Universidad Estatal de San Petersburgo, 1965. — 208 p. (en ruso)
  - Psicología social como ciencia (2.ª edición corregida y complementada). — Leningrado: Lenizdat, 1967. — 264 p. (en ruso)
  - 1967. La psicología social como ciencia. — Montevideo: Pueblos Unidos, — 249 p. (en español)[17]
  - 1968. Социалната психология като наука. София. — 240 с. (en búlgaro)
  - 1968. Sociialni psychologie jako veda. Praha. — 192 s. (en checo)
  - 1972. A psicologia social como ciência. Río de Janeiro: Zahar Ed.— 218 p. (en portugués).[18]
  - 1974. La Psicología social como ciencia. La Habana: Editora Universitaria "André Voisin". — 250 p. (en español)

- Que es la psicología social. — Leningrado: b.i., 1965. — 39 p. (en ruso)

## Reseñas
- Mironenko I. A. Boris Parygin’s Personality Social Psychology / JOINT VIRTUAL MEETING CHEIRON AND ESHHS (enlace roto disponible en Internet Archive; véase el historial, la primera versión y la última).. JULY 9-11, 2020.
- МироненкоИ.А., ЖуравлевА.Л. Эмпирические и прикладные работы в научном творчестве Б.Д.Парыгина (к 90-летию со дня рождения) // Психологический журнал, 2020, Т. 41, №4. 46-54.
- Rubén Ardila Pariguin, B.D. La Psicología Social como Ciencia // Revista Interamericana de Psicología / Sección Libeos. 2019. — С. 228-229.
- Mironenko I. A. Personality as a Social Process: where Peter Giordano Meets Boris Parygin // Integrative Psychological and Behavioral Science, 2018, 52(2), 288—295: DOI 10.1007/s12124-018-9417-y
- ЖуравлевА.Л., МироненкоИ.А. Вклад Б.Д.Парыгина в возрождение отечественной социальной психологии (к 85-летию со дня рождения) // Психологический журнал, 2015, №5,— С. 117—124. ISSN 0205-9592
- В.А.Кольцова ПАРЫГИН Борис Дмитриевич / Персоналии / История психологии в лицах // Психологический Лексикон. Энциклопедический словарь в шести томах. Archivado el 24 de febrero de 2020 en Wayback Machine. Редактор-составитель Л.А.Карпенко. Под общей редакцией А.В.Петровского.— М.: Психологический институт имени Л. Г. Щукиной РАО, 2015.— С. 345.
- Ján Bubelíni Sociálnopsychologická klíma pracovného kolektívu — niektoré teoretické a metodologické otázky // Sociologický Časopis / Czech Sociological Review. — Roč. 22, Čís. 4 (1986). — P. 351-362.
- Цимбалюк В. Д. Рецензия на книгу Б. Д. Парыгина «Социально-психологический климат коллектива», 1981 // Вопросы психологии. С. 163—164.
- Uring, Reet Suhtlemine, informeeritus ja subjektiivne informatiivsus // Nõukogude KOOL. Tallinn. Nr. 11. 1980. — Lk. 17-18.
- Sychev U. V. The Individual and the Microenvironment. Progress Publishers. 1978. — Р. 8, Р. 25, Р. 64.
- H. Priirimä Mõningate sotsiaalpsühholoogiliste momentide arvestamisest õppetöös // Nõukogude KOOL. Tallinn. Nr. 2 Veebruar 1968. — Lk. 86-89.
- Tschacher, G; Kretschmar, A. Konkret-soziologische Forschung in der UdSSR // Deutsche Zeitschrift für Philosophie. — Berlín. Band 14, Ausgabe 8, (Jan 1, 1966). — P. 1008.
- Асеев В. А., Зотова О. И. Обсуждение книги «Проблемы общественной психологии» // Вопросы психологии. 1966. N.º 3.